# Дорошенко, Григорий Дорофеевич
Григорий Дорофеевич Дорошенко (укр. Григорій Дорофійович Дорошенко; 1640, Чигирин — 1684, Чернигов) — украинский военный и политический деятель периода Руины (2-я половина XVII века), наказной гетман (1668), брацлавский полковник (1668—1674).

## Биография
Родился в Чигирине в семье Дорошенко, представители которой были выдающимися украинскими государственными и политическими деятелями, известными военачальниками. Отец — полковник, наказной гетман (1633)) Дорофей Дорошенко. Братья — П. Дорошенко, гетман Правобережной Украины (1665—1676) и А. Дорошенко, наказной гетман (1674). Его дедом был Михаил Дорошенко, гетман реестровых казаков в 1623—1625 и 1625—1628 годах.
В 1650-х годах участвовал в восстании Хмельницкого.
В сентябре 1660 года в составе украинского посольства выехал в Москву, где после подписания Юрием Хмельницким Слободищенского трактата и перехода на сторону Речи Посполитой он был арестован. После семилетнего заточения осенью 1667 вернулся на Украину и стал верным соратником и советчиком брата П. Дорошенко.
В начале 1668 года вëл переговоры с российским послом, а в мае-июле, став наказным гетманом Правобережной Украины воевал с польскими войсками на Подолье, осенью — уже с русскими на Левобережной Украине.
Будучи брацлавским полковником в 1669 году сыграл важную роль в борьбе с претендентами на гетманскую булаву М. Ханенко и П. Суховеем, которые при поддержке крымского хана Адил-Гирея, вели ожесточенную борьбу за власть с его братом гетманом Петром Дорошенко. 29 октября 1669 разбил отряды претендентов, осаждавших Дорошенко в городке Стеблёв.
В августе-октябре 1671 года Григорий Дорошенко возглавил вооруженное сопротивление казачьих сотен и населения Брацлавщины наступлению польского войска. 8 июля 1672 года, применив военную хитрость, заманил польские полки на Батогском поле в ловушку, где П. Дорошенко нанёс им сокрушительное поражение.
Вместе с гетманом участвовал в походе на Каменец и Львов.
2 марта 1674 года в бою против объединённых сил гетмана Войска Запорожского Левобережной Украины И. Самойловича и русских подразделений под местечком Лысянка был разбит и попал в плен.
Был сослан в Сибирь, но в марте 1677 года по ходатайству П. Дорошенко освобождëн. Поселился в г. Сосница.
Из-за продолжавшегося конфликта с И. Самойловичем в 1684 году Г. Дорошенко вновь был арестован. Вероятно, в том же году умер.
Похоронен в Елецком Свято-Успенском монастыре в Чернигове.